# Domènec Valls i Castillo
Domènec Valls i Castillo (Barcelona, 1838 - 6 de juliol de 1885), fou un jurista, catedràtic de Dret civil comú i foral de la Universitat de Barcelona.
Va estudiar l'ensenyament secundari al Seminari Conciliar de Barcelona que va completar a l'Institut provincial de Barcelona on va estudiar les assignatures de llatí i Humanitats, Retòrica i Poètica, i Filosofia, segons el pla d'estudis concordat de 1852, uns estudis que va finalitzar amb qualificació d'excel·lent.
El 17 de juny de 1863 obtingué la llicenciatura en Dret civil i canònic a la Universitat de Barcelona. Va rebre la investidura com a llicenciat el 8 d'octubre de 1863 amb premi extraordinari de Llicenciatura.
El 7 de juliol de 1866 va fer l'acte del Grau de Doctor en Dret civil i canònic amb el discurs «La facultad de testar ¿es un derecho fundado en la naturaleza humana, ó es creación arbitraria de las leyes positivas?», i va obtenir qualificació d'excel·lent per unanimitat.

## Carrera acadèmica
El 1865 va fer oposicions a la càtedra de supernumerari de la Facultat de Dret de la Universitat Central de Madrid i a la càtedra de Dret civil de Saragossa i a la de Granada.
Finalment, el 6 d'agost de 1866 va ser nominat catedràtic supernumerari de Dret per oposicions a la universitat de Barcelona en les assignatures de Dret romà, Dret canònic i Disciplina eclesiàstica. L'octubre del mateix any se li va assignar la cátedra, entonces diaria, de “Teoria i pràctica de procediments”.
L'1 d'octubre de 1867 va guanyar per concurso la càtedra de “Dret civil espanyol comú i foral” de la Facultat de Dret de Barcelona.
L'any 1868 el claustre de la Facultat li va encarregar la càtedra d'“Ampliació de Dret civil i codis espanyols” durant la resta de curs.
El 1875, quan era catedràtic numerari de l'assignatura d'“Història i Institucions de Dret civil espanyol comú i foral” a Barcelona, va sol·licitar ser admès al concurso per a la càtedra de “Teoria i pràctica de procediments” de la Universidad Central.

## Altres activitats
Va ser Diputat provincial el gener de 1864.
El 1879 va ser nomenat president de l'Ateneu Barcelonès, un càrrec que va abandonar al cap de poc per problemes de salut.